# آزمایش فاصله‌سنجی لیزری قمری

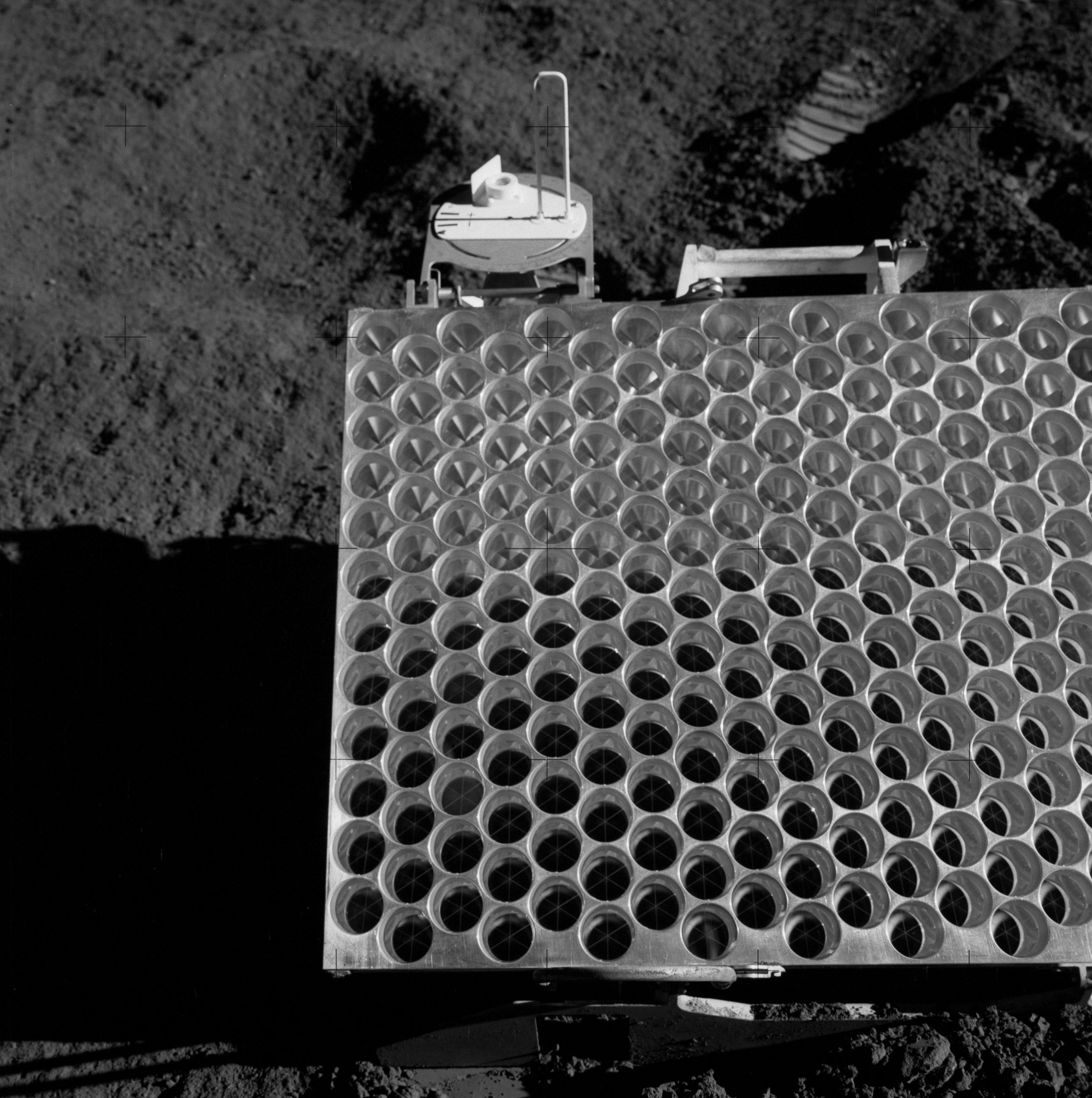
بازتاب‌کننده آپولو۱۵

آزمایش فاصله‌سنجی لیزری ماه (به انگلیسی: Lunar Laser Ranging experiment) آزمایشی در حال انجام است که سعی در اندازه‌گیری فاصله‌ی بین زمین و ماه با استفاده از حسگرهای لیزری دارد. پرتوی لیزر از زمین به سمت پس بازتابگرهای قرار گرفته بر روی ماه در هنگام برنامه فضایی آپولو نشانه می‌رود و زمان رفت و برگشت نور اندازه گرفته می‌شود. هنگام رسیدن نور به سطح ماه قطر باریکه‌ی لیزر حدود۶۵۰۰ متر است.

## برخی از نتایج
برخی از نتایج این آزمایش بلندمدت عبارتند از:
- ماه با حرکتی مارپیچی به دور زمین، با آهنگ سالانه ۳۸ میلی‌متر در حال دور شدن از زمین است.[۱][۲] این مقدار آهنگ دور شدن را به طور غیرعادی زیاد توصیف کرده‌اند.[۲]
- احتمالاً ماه دارای هسته‌ای مایع با شعاعی به طول تقریباً ۲۰ درصد شعاع خود ماه است.[۳]
- اصل هم‌ارزی قوی با معیاری بسیار دقیق در این آزمایش صحیح است.[۴][۵]
- نیروی گرانش بسیار پایدار است: بیشینه حد تغییر ثابت گرانش در طی این آزمایش از ۱۹۶۹، به میزان کمتر از ۱ قسمت در ۱۱۱۰ تعیین شده‌است.[۳]
- نظریه نسبیت عام شکل مدار ماه را با دقت این آزمایش‌ها به‌درستی پیش‌بینی می‌کند.[۳]

## نگارخانه

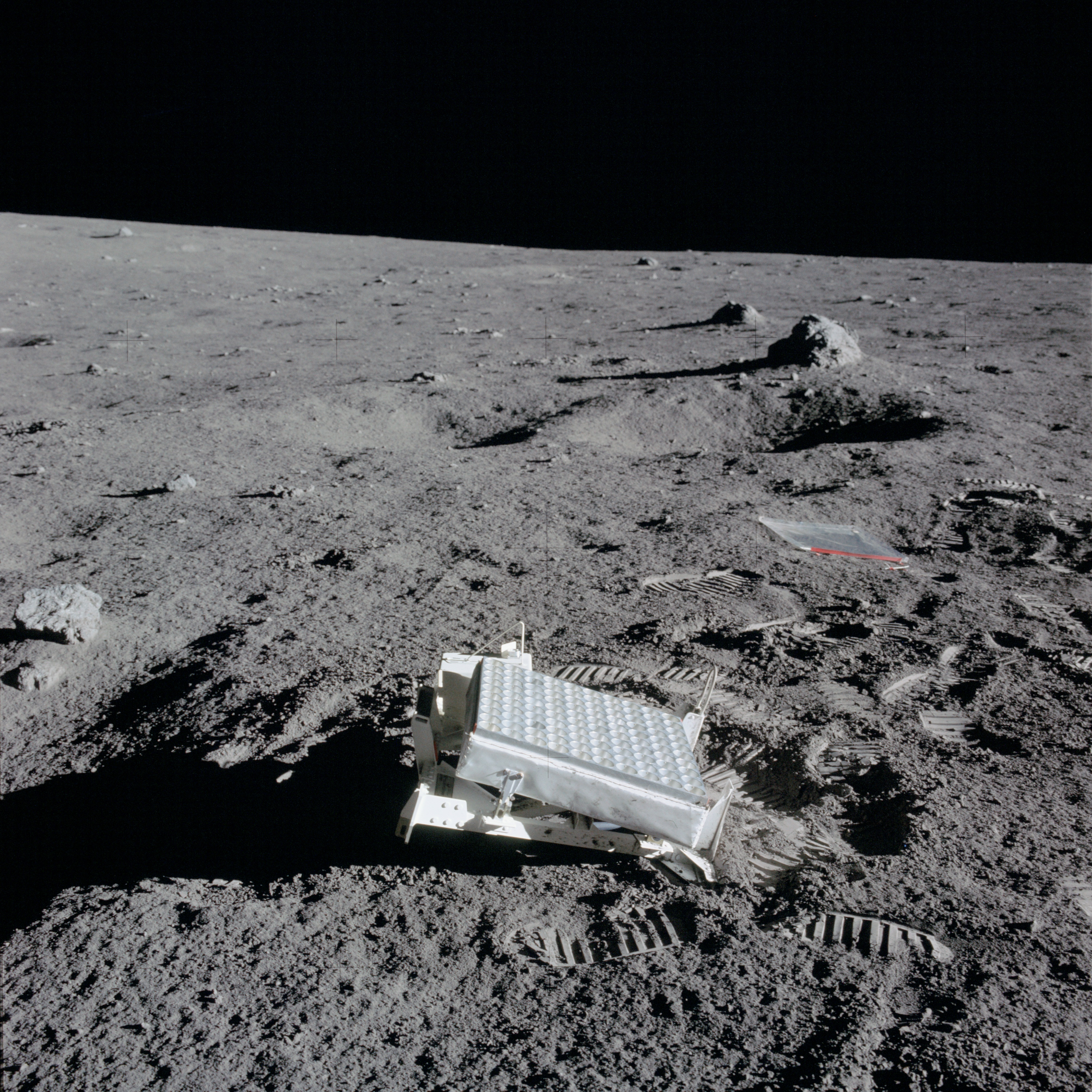
بازتاب‌کننده قرارگرفته بر روی ماه (LRRR).
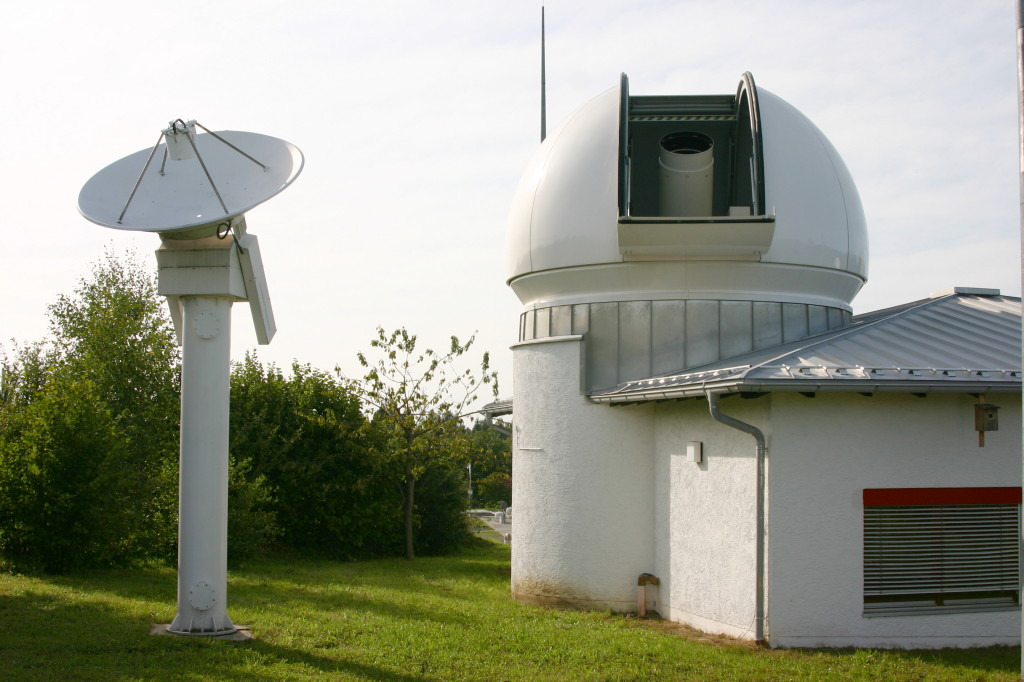
ایستگاه زمینی قرارگرفته در بایرن آلمان.
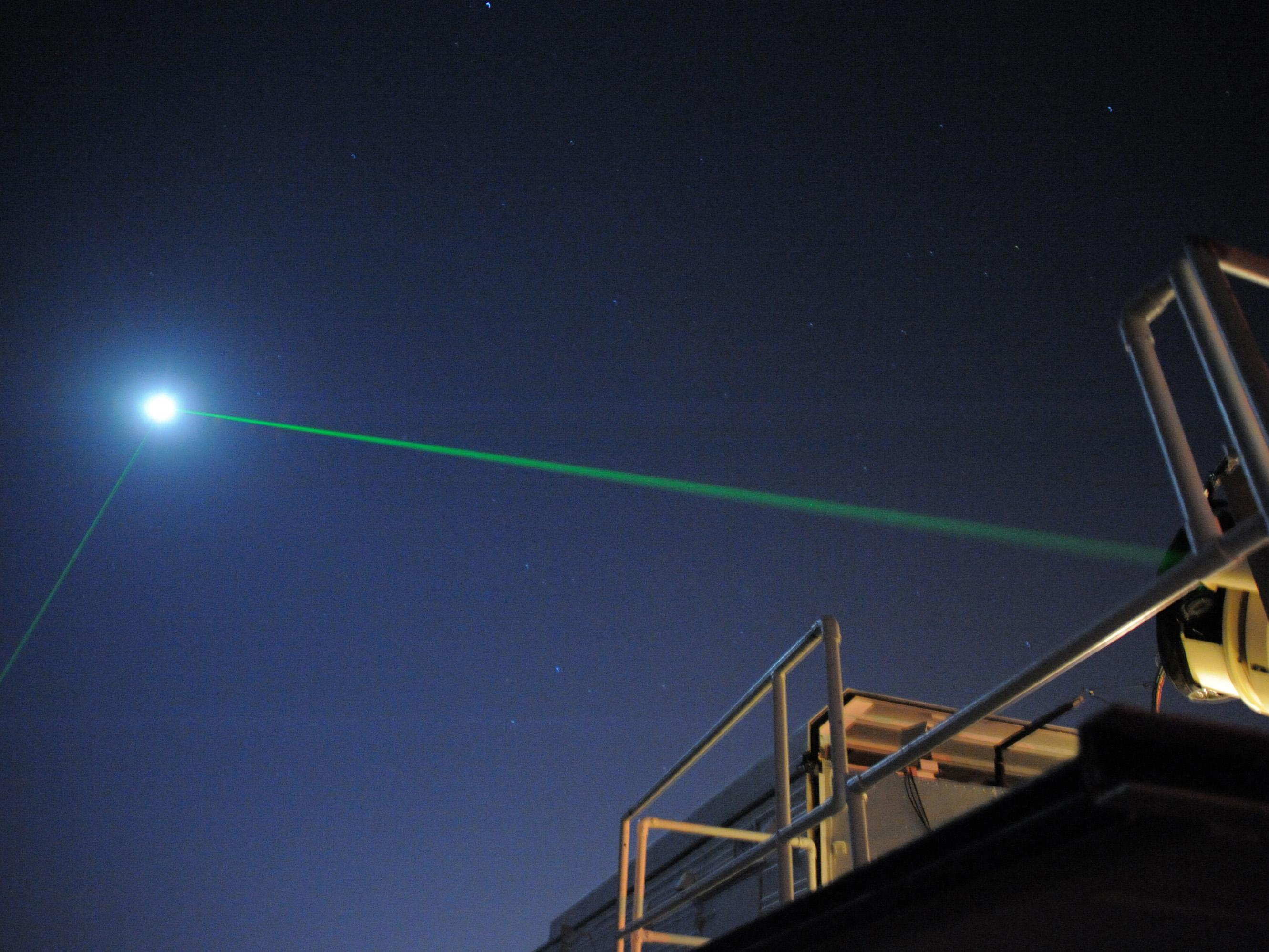
تجهیزات فاصله‌یابی لیزری.